# Kabinett Vagnorius II
Das Kabinett Vagnorius II war die achte litauische Regierung seit 1990. Sie wurde nach der Parlamentswahl in Litauen 1996 gebildet. Die Regierungspartei war Tėvynės sąjunga (TS (LK)). Gediminas Vagnorius (* 1957) wurde vom Präsidenten 1996 bestätigt. Die Vereidigung fand danach im Seimas statt.

## Zusammensetzung
| Position                         | Person                   | Partei  | Zeit              | Zeit              |
| Position                         | Person                   | Partei  | von               | bis               |
| -------------------------------- | ------------------------ | ------- | ----------------- | ----------------- |
| Premier                          | Gediminas Vagnorius      | TS (LK) | 1996              | 1999              |
| Premier                          | Irena Degutienė          | TS (LK) | 1999              | 1999              |
| Bildung und Wissenschaft         | Zigmas Zinkevičius       |         | 1996              | 1998              |
| Bildung und Wissenschaft         | Kornelijus Platelis      |         | 1998              | 1999              |
| Finanzen                         | Rolandas Matiliauskas    |         | 1996              | 1997              |
| Finanzen                         | Algirdas Šemeta          |         | 1997              | 1999              |
| Wirtschaft                       | Vincas Kęstutis Babilius |         | 1996              | 1999              |
| Verkehr                          | Algis Žvaliauskas        |         | 1999              | 6. Januar 1999    |
| Verkehr                          | Rimantas Didžiokas       |         | 6. Januar 1999    | Mai 1999          |
| Kultur                           | Saulius Šaltenis         |         | 1996              | 1999              |
| Verteidigung                     | Česlovas Stankevičius    | LKDP    | 1996              | 1999              |
| Soziales und Arbeit              | Irena Degutienė          | TS (LK) | 1999              | 1999              |
| Landwirtschaft                   | Vytautas Knašys          |         | 1996              | 1998              |
| Landwirtschaft                   | Edvardas Makelis         |         | 1998              | 1999              |
| Innen                            | Vidmantas Žiemelis       |         | 1996              | 22. Mai 1998      |
| Innen                            | Stasys Šedbaras          |         | 22. Mai 1998      | 1999              |
| Äußeres                          | Algirdas Saudargas       | LKDP    | 1996              | 1999              |
| Justiz                           | Vytautas Pakalniškis     |         | 1996              | 1999              |
| Kommunikationen und Informatik   | Rimantas Pleikys         |         | 1996              | 25. März 1998     |
| Verwaltungsreformen und Kommunen | Kęstutis Skrebys         | TS (LK) | 1996              | 1999              |
| Bau und Urbanistik               | Algis Čaplikas           | LCS     | 1996              | 25. März 1998     |
| Industrie und Handel             | Laima Andrikienė         | TS (LK) | 1996              | 19. Dezember 1996 |
| Europaangelegenheiten            | Laima Andrikienė         | TS (LK) | 19. Dezember 1996 | 25. März 1998     |
| Umweltschutz                     | Imantas Lazdinis         | LCS     | 1996              | 25. März 1998     |
| Umweltschutz                     | Algis Čaplikas           | LCS     | 25. März 1998     | 8. April 1999     |
| Umweltschutz                     | Danius Lygis             | LCS     | 8. April 1999     | Mai 1999          |
| Gesundheit                       | Juozas Galdikas          |         | 1996              | 25. März 1998     |
| Gesundheit                       | Mindaugas Stankevičius   | LDDP    | 25. März 1998     | 1999              |